# Петър Новакович Чардаклия
Петър Новакович, известен като Чардаклия, (на сръбски: Петар Новаковић Чардаклија или Petar Novaković Čardaklija) е дипломат в Първото сръбско въстание.

## Биография
Роден е в западномакедонското село Леуново, Гостиварско. По време на Австро-турската война (1787 - 1791) година заедно с брат си Йован Новакович Чардаклия участва в доброволческите отряди (фрайкорпс) като капитан на чета. Участва в Първото сръбско въстание и е доверен човек на Карагеорги Петрович. Член е на Правителствения съвет. Пътува с дипломатическа мисия в Санкт Петербург през есента на 1804 година заедно с Матия Ненадович, Божа Груйович и Йован Протич. В 1805 година е в делегацията, която носи сръбските искания на Портата заедно с Алекса Лазаревич и Стефан Живкович. Делегацията едвам успява да се спаси от Цариград. Лазаревич и Чардаклия с помощта на един грък, открадват лодка и с нея отплуват за Одеса и оттам за Петербург. В Сърбия се връщат в 1806 година.
Умира в 1908 година. На гроба му държи реч Доситей Обрадович.